# Kang Jin-hyok
Kang Jin-hyok (* 1985) ist ein nordkoreanischer Fußballspieler.

## Karriere
Kang tritt international als Spieler der Sportgruppe Rimyongsu in Erscheinung.
2005 spielte er für die nordkoreanische Nationalmannschaft in der Qualifikationsrunde zur Ostasienmeisterschaft und erzielte in seinen drei Einsätzen gegen Hongkong, Guam und die Mongolei sechs Tore. 2007 stand er mehrfach in Olympiaqualifikationsspielen im Aufgebot der nordkoreanische Olympiaauswahl (U-23).